# Frouard
Frouard är en kommun i departementet Meurthe-et-Moselle i regionen Grand Est (tidigare regionen Lorraine) i nordöstra Frankrike. Kommunen ligger i kantonen Pompey som tillhör arrondissementet Nancy. År 2022 hade Frouard 6 480 invånare.

## Befolkningsutveckling
Antalet invånare i kommunen Frouard
| Referens: INSEE |